# Stéphanie Danielle Roth
Stéphanie Danielle Roth es una activista ambiental francosuiza que trabaja en temas ambientales, patrimoniales y sociales con un enfoque en la minería y la agricultura.

## Biografía
Stéphanie Danielle Roth nació en 1970 y tiene nacionalidad francesa y suiza.  Después de completar un M.Phil en RI en Cambridge, Roth se convirtió en asistente de investigación de Edward Goldsmith, el renombrado ecólogo y fundador de la revista The Ecologist. Los escritos y puntos de vista de Goldsmith iban a tener una influencia muy importante en el trabajo de Roth. En 1999 se convirtió en editora de la revista The Ecologist, que después fue dirigida por Zac Goldsmith. Mientras trabajaba allí, Roth se especializó en campañas y movimientos sociales, contribuyendo regularmente con artículos sobre una amplia gama de temas. En 2002 se mudó a Rumanía para trabajar como voluntaria con grupos de base que trabajan contra desarrollos destructivos. Roth trabajó por primera vez con la ONG Sighisoara Durabila contra un parque temático de Drácula planeado en un área de reserva natural situada en las inmediaciones de la ciudad de Sighisoara, protegida por la UNESCO. Una vez que el parque temático se detuvo en mayo de 2002, se mudó a Rosia Montana para ayudar a desarrollar una campaña contra la mina de oro a cielo abierto más grande de Europa propuesta por Rosia Montana Gold Corporation. Esta campaña, que Roth coordinó entre 2002 y 2010, se conoce como el movimiento Save Rosia Montana y se centra en la oposición local. En 2005 recibió el Premio Ambiental Goldman por sus esfuerzos para detener este desarrollo.
En 2008, Roth inició una plataforma de ONG rumanas para prohibir el uso de cianuro en la minería. La campaña se extendió a Hungría y provocó la prohibición de la minería a base de cianuro en el décimo aniversario del accidente de cianuro de Baia Mare. Esta votación que sentó un precedente condujo a la formación de una plataforma informal compuesta por ONG de la CEI y de la CEE que hacen campaña a favor de una prohibición en toda la UE de la minería basada en el cianuro. En mayo de 2010, el Parlamento Europeo votó abrumadoramente a favor de dicha prohibición, pero hasta el día de hoy la Comisión Europea para el Medio Ambiente se niega a actuar al respecto; citando el desempleo generado por dicha prohibición. En 2011, Roth inició una campaña para que Rosia Montana se convirtiera en un sitio del Patrimonio Mundial protegido por la UNESCO. A lo largo de los años, Roth ha contribuido al trabajo de varias campañas y evaluaciones mineras y relacionadas en la región de Europa central y oriental y más allá. Roth actualmente vive en Berlín, donde desarrolló campañas para ARC2020, una plataforma europea que trabaja en temas de alimentación y agricultura y la reforma de la PAC. Desde 2014 trabaja como coordinadora de campaña de la iniciativa ciudadana europea autoorganizada Stop TTIP, una campaña europea que lucha contra los acuerdos transatlánticos de libre comercio TTIP y CETA. Hasta la fecha, Roth sigue contribuyendo a la campaña "¡Salvemos a Rosia Montana!".